# Stereospermum
Genre
Stereospermum est un genre de plantes à fleurs de la famille des Bignoniaceae. Ce sont des arbres et des arbustes originaires des régions tropicales d'Asie et d'Afrique.

## Synonymes
- Dipterosperma, Hassk.
- Hieranthes, Raf.
- Siphocolea, Baill.

## Liste d'espèces
Le genre Sterospermum compte une cinquantaine d'espèces.
- Stereospermum acuminatissimum
- Stereospermum annamense
- Stereospermum angustifolium
- Stereospermum arcuatum
- Stereospermum arguezona
- Stereospermum arnoldianum
- Stereospermum banaibanai
- Stereospermum boivini
- Stereospermum bracteosum
- Stereospermum caudatum
- Stereospermum chelonoides
- Stereospermum cinereo
- Stereospermum colais
- Stereospermum crenulatum
- Stereospermum cylindricum
- Stereospermum dentatum
- Stereospermum euphorioides
- Stereospermum filiforme
- Stereospermum fimbriatum : Asie du Sud-Est
- Stereospermum ghorta
- Stereospermum glandulosum
- Stereospermum grandiflorum
- Stereospermum harmsianum
- Stereospermum hasskarlii
- Stereospermum hildebrandtii
- Stereospermum hypostictum
- Stereospermum integrifolium
- Stereospermum katangense
- Stereospermum kunthianum
- Stereospermum leonense
- Stereospermum longiflorum
- Stereospermum mekongense
- Stereospermum nematocarpum
- Stereospermum neuranthum
- Stereospermum personatum
- Stereospermum pinnatum
- Stereospermum quadripinnatum
- Stereospermum rhoifolium
- Stereospermum seemannii
- Stereospermum senegalense
- Stereospermum serrulatum
- Stereospermum sinicum
- Stereospermum strigillosum
- Stereospermum suaveolens
- Stereospermum tetragonum
- Stereospermum tomentosum
- Stereospermum undatum
- Stereospermum variabile
- Stereospermum verdickii
- Stereospermum wallichii
- Stereospermum zylocarpum